# Anas wyvilliana
Il germano delle Hawaii (Anas wyvilliana P.L.Sclater, 1878) è un uccello della famiglia degli Anatidi endemico delle Hawaii. Attualmente vive nell'isola Kauai e Niihau ed è stata rientrodotta sulle isole Oahu, Hawaii e Maui; secondo la Lista rossa IUCN è in pericolo di estinzione (Endangered).

## Descrizione
Entrambi i sessi hanno un piumaggio marone chiazzato, l'aspetto è molto simile a quello della femmina del germano reale (Anas platyrhynchos) solamente un po' più scura. Nel maschio il mento e la nuca sono macchiate marrone scuro, alcuni esemplari presentano delle gradazioni tendenti al verdastro nella zona intorno agli occhi e alle regioni auricolari. La maggior parte delle femmine solitamente un sopracciglio giallo cuoio e una linea dell'occhio scura di contrapposizione. Lo specchio delle penne remiganti è verde-azzurro, orlato in entrambi di bianco. Le zampe di entrambi i sessi sono arancioni. Il becco è verde oliva nei maschi, arancione o grigiastro nel mezzo nella femmina.

### Dimensione e peso
Maschio adulto: lunghezza da 47,5 cm a 50 cm; peso medio 604 g.
Femmina adulta: lunghezza da 40 cm a 42,5 cm; peso medio 460 g.

## Biologia

### Comportamento
Si tratta di un'anatra dal carattere schivo e difficile da osservare tranne nelle zone protette quale il rifugio nazionale della fauna selvatica di Hanalei su Kauai. Queste anatre non si associano normalmente con i germani reali introdotti o domestici, però qualche incrocio è avvenuto.

### Alimentazione
La dieta comprende un'ampia varietà di alimenti: lumache, insetti, alghe, foglie e semi.

## Distribuzione e habitat
È diffusa in diversi habitat come: zone acquitrinose della pianura, campagne coltivate, fiumi e piccoli corsi all'interno di dense foreste, laghi e stagni effimeri di montagna fino a 3.000 m di altezza, nonostante sia diffusa in un arcipelago circondato dall'oceano non tollera l'acqua salmastra.

## Conservazione
Le maggiori minacce a questa specie sono costituite dall'ibridazione con il germano reale introdotto dall'uomo. Altre cause del declino sono caccia indiscriminata, drenaggio delle paludi dovuto allo sviluppo litoraneo dell'uomo, riduzione delle coltivazioni di taro (delle cui foglie si nutre) e probabilmente dai ratti, dai gatti e dai cani.